# دیوید مایکل سالامن
دیوید مایکل سالامن (انگلیسی: David M. Solomon؛ زادهٔ ۱۹۶۲) موسیقی‌دان، بانکدار و مدیر اجرایی آمریکایی است، که هم‌اکنون به‌عنوان مدیرعامل شرکت گلدمن ساکس فعالیت می‌کند. وی در اکتبر ۲۰۱۸ جایگزین لوید بلنکفین شد. سالامن در فاصله سال‌های ۲۰۰۶ تا ۲۰۱۶ مدیر بخش بانکداری سرمایه‌گذاری گلدمن ساکس بود.